# École Supérieure des Sciences de la Communication et des Médias
Die École Supérieure des Sciences de la Communication et des Médias (ESSCOM) ist eine staatliche Hochschule für Kommunikationswissenschaften und Medien in der Stadt Niamey in Niger.

## Standort und Organisation

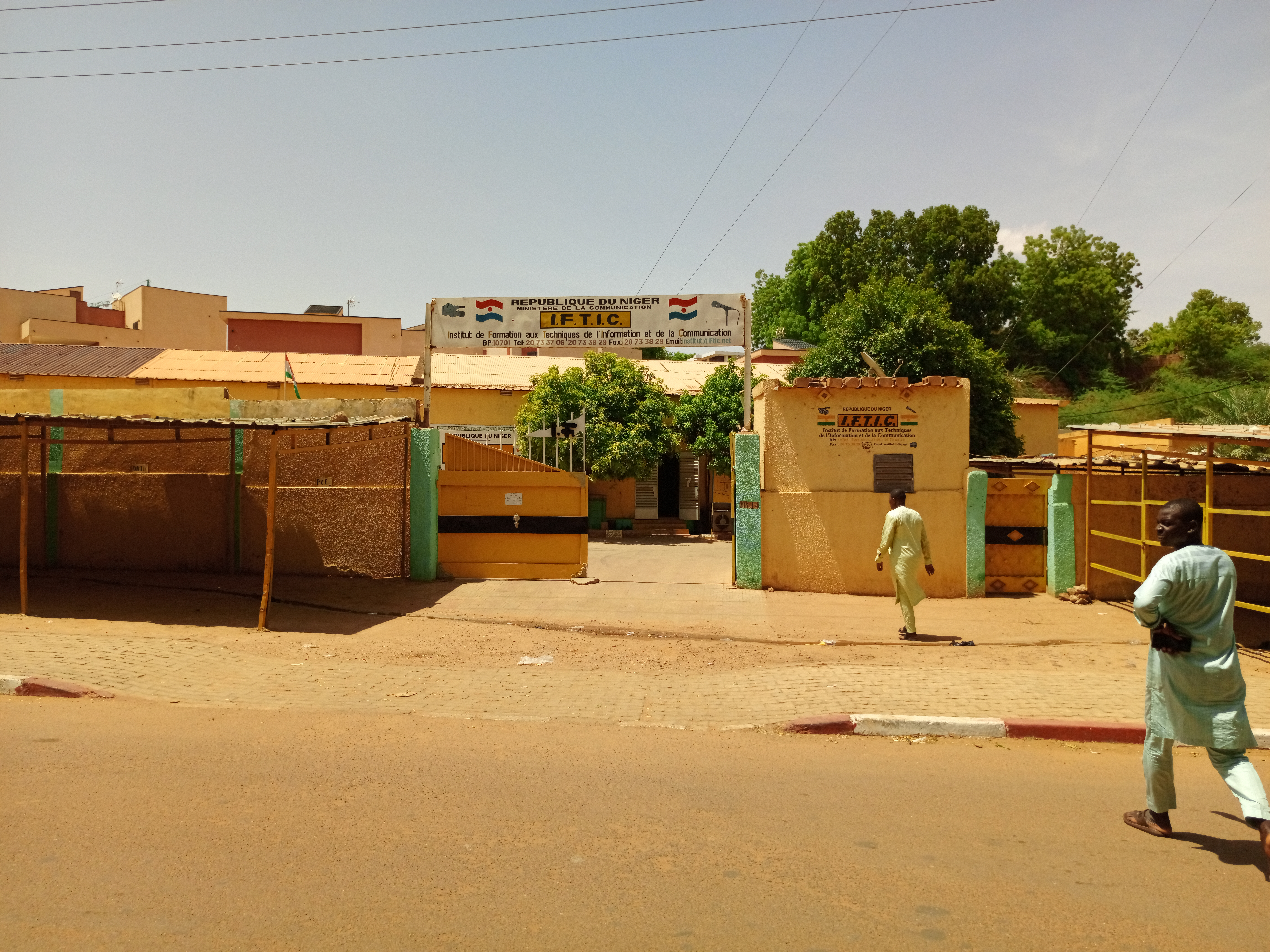
Eingang zur Hochschule (2023)

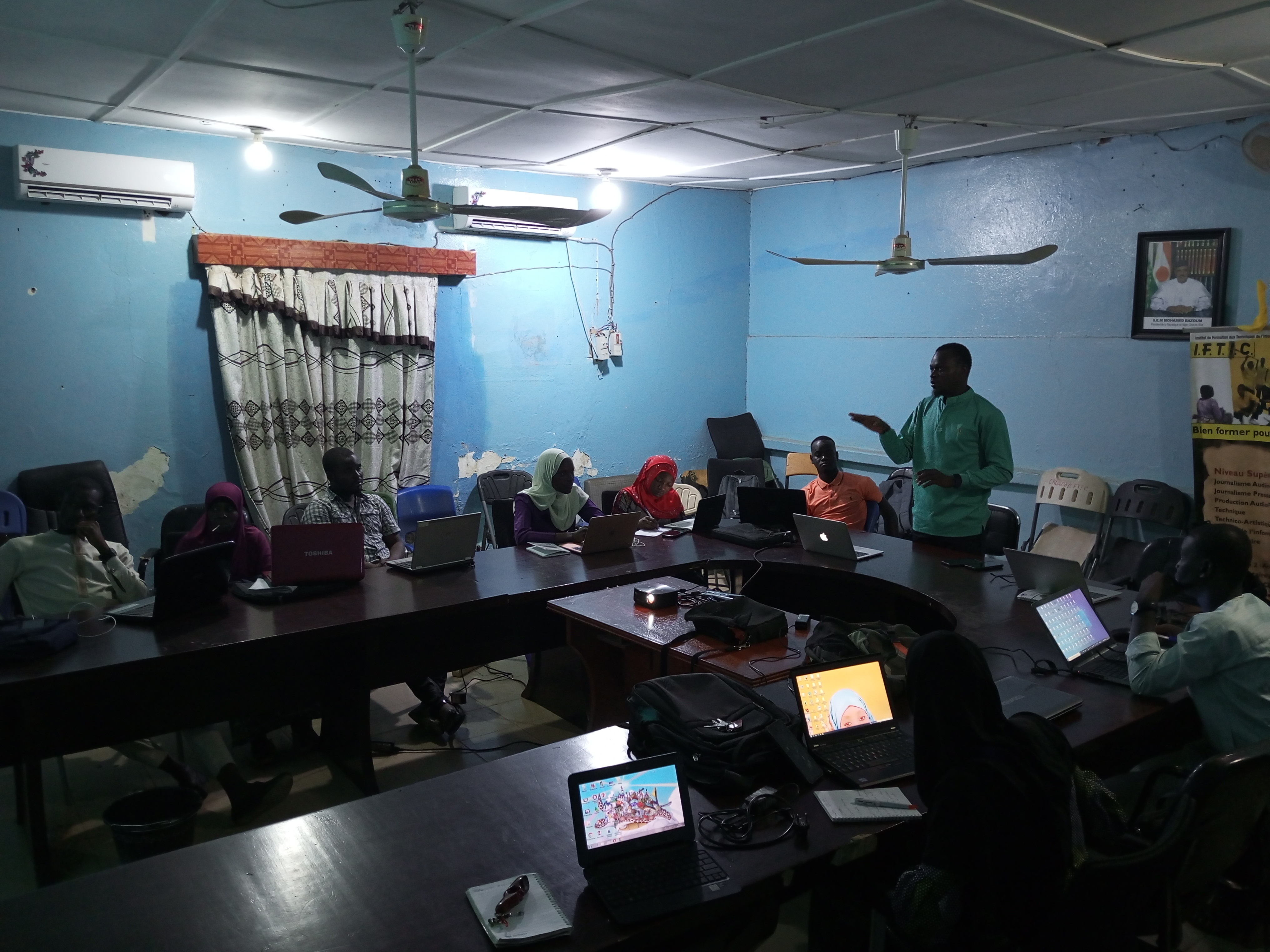
Im Inneren der Hochschule (2023)

Der Standort der ESSCOM befindet sich im Stadtviertel Corniche Yantala im Arrondissement Niamey I. Es gibt zwei große Hörsäle und über zwanzig weitere Unterrichtsräume. Die Bibliothek umfasst mehr als 4500 Einzelwerke.
Die Hochschule untersteht dem Kommunikationsministerium Nigers. Ihre zentralen Aufgaben sind die Hochschullehre und die Forschung in den Bereichen Kommunikation und Medien. Die Ausbildung kann mit einer Licence, einem Master und einem Doctorat abgeschlossen werden.

## Geschichte
Die Ausbildungsstätte wurde am 8. Dezember 1977 als Centre de Formation aux Techniques de l’Information (CFTI) – französisch für Ausbildungszentrum für Techniken der Information – gegründet. Sie war eine der ersten Schulen ihrer Art in Westafrika und einzigartig in Niger. Die Ausbildung in Medienberufen am CFTI verlagerte sich Ende der 1980er Jahre stärker auf Fernsehen und Radio als auf Printmedien.
Das CFTI wurde am 8. Dezember 1989 in das Institut de Formation aux Techniques de l’Information et de la Communication (IFTIC) – französisch für Institut für Ausbildung in Techniken der Information und Kommunikation – umgewandelt. Mögliche Abschlüsse am IFTIC waren eine Licence in audiovisuellem Journalismus und Printmedien, in Produktion und Regie, in Dokumentationswissenschaft (Dokumentation und Archive), in audiovisueller Technik und Wartung und in künstlerischer Technik  (Videoschnitt, Bild- und Tonaufnahmen) sowie ein Master in Kommunikation für Entwicklung, in Dokumentationstechnik und in Herstellungsdokumentation. Daneben wurden kurze Weiterbildungen für Berufstätige angeboten. Das Institut ging eine Zusammenarbeit mit der Abdou-Moumouni-Universität Niamey ein. Als Generaldirektor des IFTIC wirkte von 2010 bis 2017 Abdoulaye Khamed. In den 2010er Jahren lehrten Aboubakari Kio Koudizé und Sani Magori am Institut. Seit seiner Gründung 1977 bis zum Jahr 2022 wurden hier etwa 8000 Personen in diversen Kommunikationstechniken ausgebildet.
Aus dem IFTIC ging am 30. November 2022 die École Supérieure des Sciences de la Communication et des Médias (ESSCOM) – französisch für Hochschule für Wissenschaften der Kommunikation und Medien – hervor. Damit wurde neben der Lehre auch die Forschung verankert. Ferner wurde zusätzlich zu Licence und Master das Doctorat eingeführt.

## Alumni
- Grémah Boucar (1959–2022), Journalist, Medienunternehmer und Politiker
- Haoua Hambally (1960–2016), Journalistin, Medienunternehmerin und Politikerin
- Samira Sabou (* 1981), Journalistin und Bloggerin